# Беседковые птицы (род)
Беседковые птицы (лат. Chlamydera) — род воробьиных птиц из семейства птиц-шалашников. Включает 5 видов.

## Распространение
Представители рода распространены в Австралии (главным образом в Квинсленде) и Новой Гвинее.

## Характеристика
Беседковые птицы — некрупные древесные птицы длиной тела от 27 до 35 сантиметров. Клюв крепкий, слегка загнут вниз. Он немного длиннее головы у всех видов. Крылья длинные и узкие.
Все виды беседковых птиц полигамны. Самец спаривается сразу с несколькими самками. Самка одна заботится о птенцах. Кладка состоит из одного-трех яиц. Инкубационный период составляет от 19 до 24 дней.

## Виды
В состав рода включают 5 видов:
- Chlamydera cerviniventris — Сероголовая беседковая птица
- Chlamydera guttata — Западный шалашник
- Chlamydera nuchalis — Большая беседковая птица
- Chlamydera lauterbachi — Желтогрудая беседковая птица
- Chlamydera maculata — Пятнистая беседковая птица